# Weltmeisterschaften der Rhythmischen Sportgymnastik 1969
Die 4. Weltmeisterschaften der Rhythmischen Sportgymnastik fanden 1969 in Warna, Bulgarien statt.
Erstmals wurde der Ball als Sportgerät eingesetzt und erhöhte somit die Zahl der Wettbewerbe auf sechs.

## Ergebnisse

### Einzel-Mehrkampf
| Rang | Nation      | Athletin          |
| ---- | ----------- | ----------------- |
| 1    | Bulgarien   | Maria Gigowa      |
| 2    | Bulgarien   | Neschka Robewa    |
| 2    | Sowjetunion | Ljubov Sereda     |
| 2    | Sowjetunion | Galina Schugurowa |

### Gruppe-Mehrkampf
| Rang | Nation           | Athletin                                                                                       |
| ---- | ---------------- | ---------------------------------------------------------------------------------------------- |
| 1    | Bulgarien        | Violetta Elenska Vera Marionowa Sonja Peeva Despa Katelieva Bogdana Todorova Stella Miloscheva |
| 2    | Sowjetunion      |                                                                                                |
| 3    | Tschechoslowakei |                                                                                                |

### Übung ohne Handgerät
| Rang | Nation    | Athletin          |
| ---- | --------- | ----------------- |
| 1    | Bulgarien | Maria Gigowa      |
| 2    | Bulgarien | Neschka Robewa    |
| 2    | Bulgarien | Rumjana Stefanowa |

### Reifen
| Rang | Nation      | Athletin       |
| ---- | ----------- | -------------- |
| 1    | Bulgarien   | Maria Gigowa   |
| 2    | Bulgarien   | Neschka Robewa |
| 3    | Sowjetunion | Ljubow Sereda  |

### Seil
| Rang | Nation      | Athletin          |
| ---- | ----------- | ----------------- |
| 1    | Sowjetunion | Galina Schugurowa |
| 2    | Bulgarien   | Maria Gigowa      |
| 3    | Sowjetunion | Ljubow Sereda     |
| 3    | Bulgarien   | Neschka Robewa    |

### Ball
| Rang | Nation      | Athletin          |
| ---- | ----------- | ----------------- |
| 1    | Sowjetunion | Galina Schugurowa |
| 2    | Bulgarien   | Maria Gigowa      |
| 2    | Bulgarien   | Ljubow Sereda     |

### Medaillenspiegel
| Rang | Nation           | Gold | Silber | Bronze | Gesamt |
| ---- | ---------------- | ---- | ------ | ------ | ------ |
| 1    | Bulgarien        | 4    | 6      | 1      | 11     |
| 2    | Sowjetunion      | 2    | 4      | 2      | 8      |
| 3    | Tschechoslowakei | -    | -      | 1      | 1      |